# Arnas
Arnas [aʁnas] est une commune française située dans le département du Rhône, en région Auvergne-Rhône-Alpes.

## Géographie

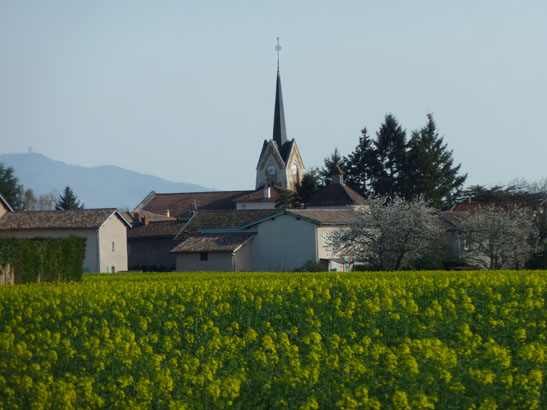
Arnas.

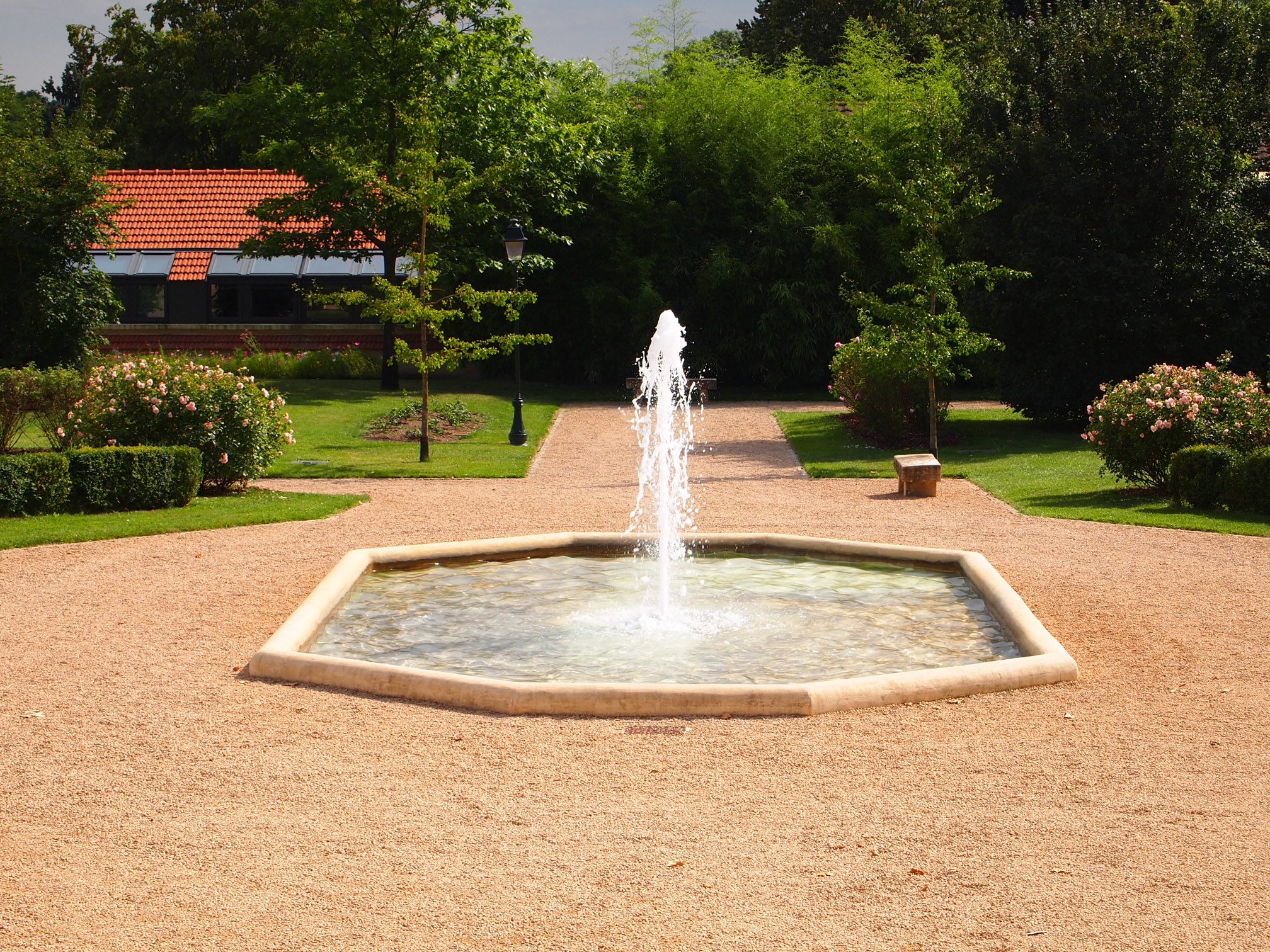
Square de la mairie.

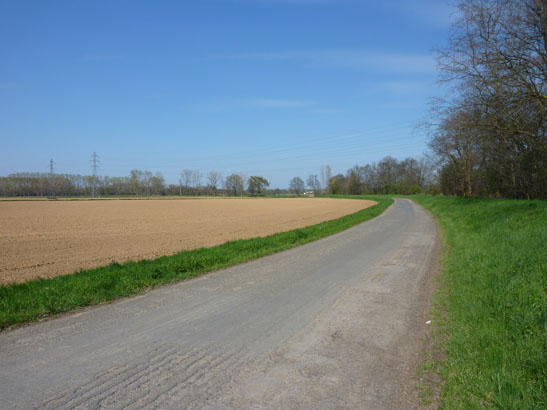
Route à Arnas.

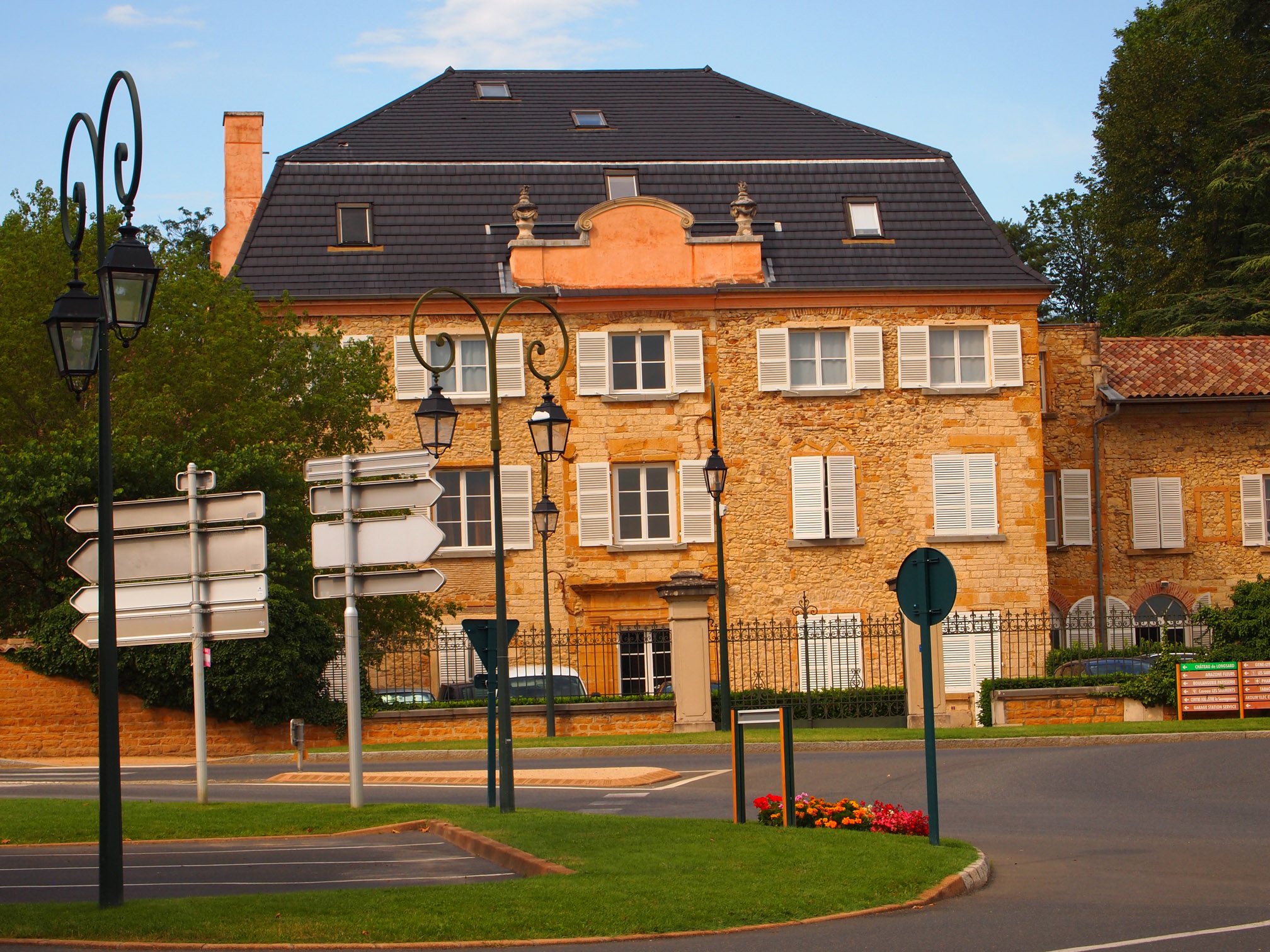
Château dans le bourg.

Commune de la région Rhône-Alpes, située dans le département du Rhône à environ 5 km au nord de Villefranche-sur-Saône.
Ce village est édifié sur la rive droite de la Saône à une altitude moyenne de 185 mètres. La topographie locale composée de nombreux coteaux en pente douce est très favorable à la vigne qui représente un élément clé de ces paysages.
Arnas possède une superficie moyenne. Plusieurs hameaux sont dépendants de la commune dont Joux, l'Ave Maria, la Grange Perret et une partie de la Chartonnière.
Arnas est traversée par le Marverand et le Nizerand.

### Climat
Pour des articles plus généraux, voir Climat d'Auvergne-Rhône-Alpes et Climat du Rhône.
En 2010, le climat de la commune est de type climat océanique dégradé des plaines du Centre et du Nord, selon une étude du Centre national de la recherche scientifique s'appuyant sur une série de données couvrant la période 1971-2000. En 2020, Météo-France publie une typologie des climats de la France métropolitaine dans laquelle la commune est exposée à un climat de montagne ou de marges de montagne et est dans une zone de transition entre les régions climatiques « Bourgogne, vallée de la Saône » et « Nord-est du Massif Central ».
Pour la période 1971-2000, la température annuelle moyenne est de 12 °C, avec une amplitude thermique annuelle de 18,1 °C. Le cumul annuel moyen de précipitations est de 733 mm, avec 9,2 jours de précipitations en janvier et 6,6 jours en juillet. Pour la période 1991-2020, la température moyenne annuelle observée sur la station météorologique de Météo-France la plus proche, « St-Georges-Reneins », sur la commune de Saint-Georges-de-Reneins à 4 km à vol d'oiseau, est de 12,2 °C et le cumul annuel moyen de précipitations est de 723,2 mm,. Pour l'avenir, les paramètres climatiques de la commune estimés pour 2050 selon différents scénarios d'émission de gaz à effet de serre sont consultables sur un site dédié publié par Météo-France en novembre 2022.
| Mois                                  | jan.          | fév.           | mars           | avril         | mai           | juin          | jui.          | août          | sep.          | oct.          | nov.          | déc.           | année      |
| ------------------------------------- | ------------- | -------------- | -------------- | ------------- | ------------- | ------------- | ------------- | ------------- | ------------- | ------------- | ------------- | -------------- | ---------- |
| Température minimale moyenne (°C)     | 0,2           | −0,1           | 2,4            | 5,6           | 9,4           | 13,5          | 14,8          | 14            | 10,6          | 7,6           | 4             | 1              | 6,9        |
| Température moyenne (°C)              | 3,5           | 4,3            | 7,9            | 11,8          | 15,4          | 19,8          | 21,4          | 20,7          | 17            | 12,7          | 7,8           | 4,2            | 12,2       |
| Température maximale moyenne (°C)     | 6,8           | 8,6            | 13,5           | 17,9          | 21,4          | 26,1          | 27,9          | 27,3          | 23,3          | 17,8          | 11,6          | 7,4            | 17,5       |
| Record de froid (°C) date du record   | −14 13.01.03  | −14,1 05.02.12 | −11,8 01.03.05 | −6,3 08.04.21 | −0,6 17.05.12 | 4,3 08.06.19  | 6,9 05.07.02  | 5,6 26.08.18  | 1,4 29.09.02  | −5,4 26.10.03 | −6,8 28.11.13 | −12,6 30.12.05 | −14,1 2012 |
| Record de chaleur (°C) date du record | 18,5 10.01.15 | 21,9 25.02.21  | 25,5 31.03.21  | 28,4 25.04.07 | 33,8 25.05.09 | 37,7 22.06.03 | 39,7 25.07.19 | 40,6 24.08.23 | 34,6 10.09.23 | 30,9 02.10.23 | 22,8 03.11.05 | 19,4 31.12.22  | 40,6 2023  |
| Précipitations (mm)                   | 46,4          | 36,9           | 40,1           | 58,1          | 64            | 68,3          | 70,5          | 72,5          | 46,3          | 82,3          | 85,5          | 52,3           | 723,2      |

## Urbanisme

### Typologie
Au 1er janvier 2024, Arnas est catégorisée bourg rural, selon la nouvelle grille communale de densité à sept niveaux définie par l'Insee en 2022.
Elle appartient à l'unité urbaine de Lyon, une agglomération inter-départementale regroupant 123  communes, dont elle est une commune de la banlieue,,. Par ailleurs la commune fait partie de l'aire d'attraction de Lyon, dont elle est une commune de la couronne,. Cette aire, qui regroupe 397 communes, est catégorisée dans les aires de 700 000 habitants ou plus (hors Paris),.

### Occupation des sols
L'occupation des sols de la commune, telle qu'elle ressort de la base de données européenne d’occupation biophysique des sols Corine Land Cover (CLC), est marquée par l'importance des territoires agricoles (68,4 % en 2018), en diminution par rapport à 1990 (79,1 %). La répartition détaillée en 2018 est la suivante : 
terres arables (26,6 %), zones agricoles hétérogènes (16,5 %), prairies (13,6 %), cultures permanentes (11,7 %), zones urbanisées (9,1 %), eaux continentales (8,6 %), zones industrielles ou commerciales et réseaux de communication (7,9 %), milieux à végétation arbustive et/ou herbacée (3,1 %), forêts (1,5 %), espaces verts artificialisés, non agricoles (1,4 %). L'évolution de l’occupation des sols de la commune et de ses infrastructures peut être observée sur les différentes représentations cartographiques du territoire : la carte de Cassini (XVIIIe siècle), la carte d'état-major (1820-1866) et les cartes ou photos aériennes de l'IGN pour la période actuelle (1950 à aujourd'hui).

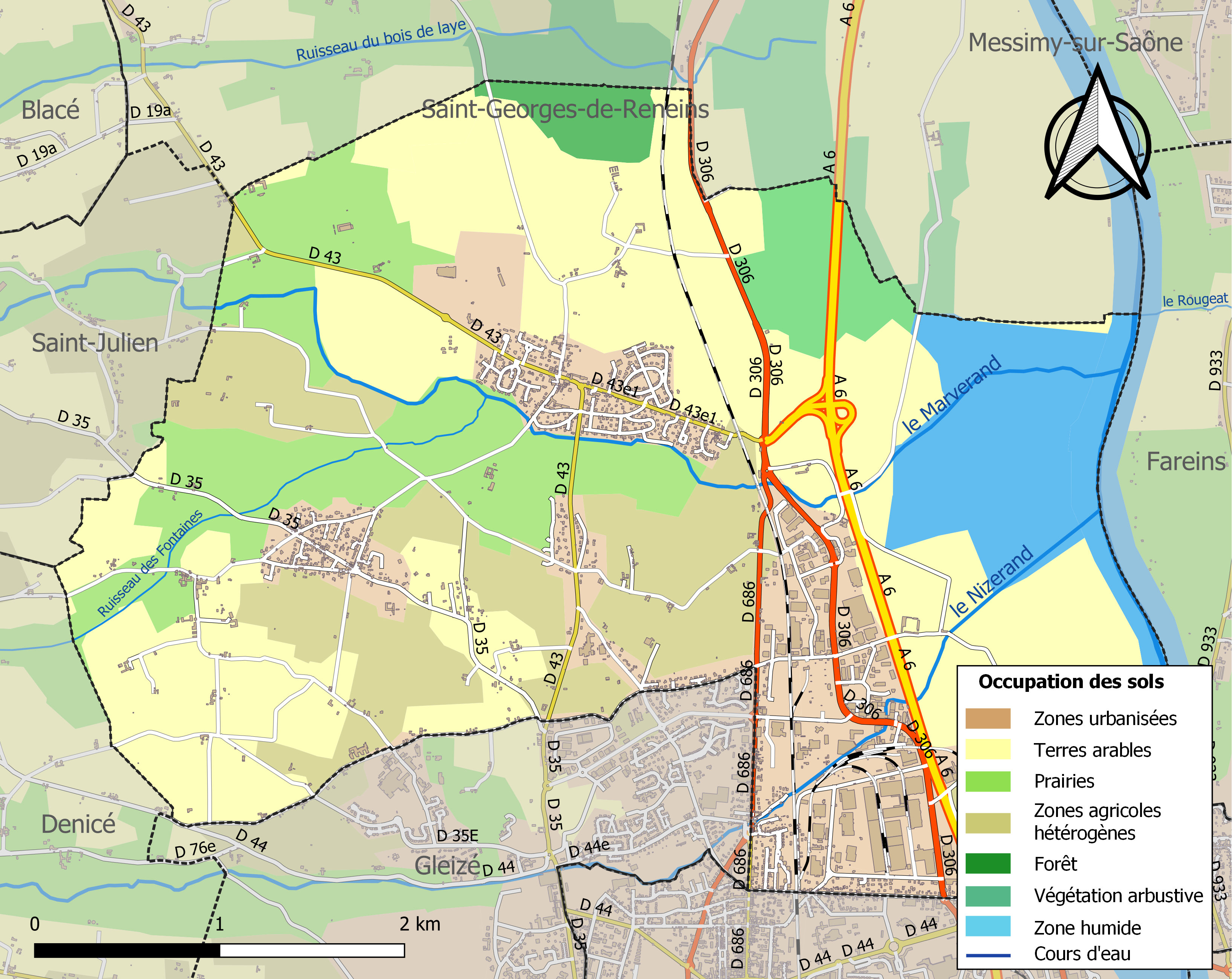
Carte des infrastructures et de l'occupation des sols de la commune en 2018 (CLC).

## Histoire
L'ancien nom de la commune est Saint-Saturnin d'Arnas.
Le bourg était situé sur une voie romaine.
L'église Saint-Saturnin fut construit avant 1020 par les seigneurs de Chamelet, de la branche aînée de la maison de Semur-en-Brionnais. En 1020, l'église était en indivision entre Asceline de Chamelet, abbesse de Péloges, monastère de femme située sur le territoire de la commune, et ses neveux et nièce Hugues, Bérard et Raimonde, femme de Guy, seigneur de Belmont (-d'Azergues). La moitié en fut cédée peu de temps après à l'abbaye de Savigny par la nouvelle Abbesse Astrude, après que Raimonde de Chamelet lui ait vendu ses parts.
Le monastère de Péloges n'existait déjà plus en 1117.
Le village laisse son nom à une bataille qui, le 18 mars 1814, oppose l'armée française de Lyon commandée par le maréchal Augereau à l'armée autrichienne.
Une partie de Ouilly est rattachée à la commune en 1853.

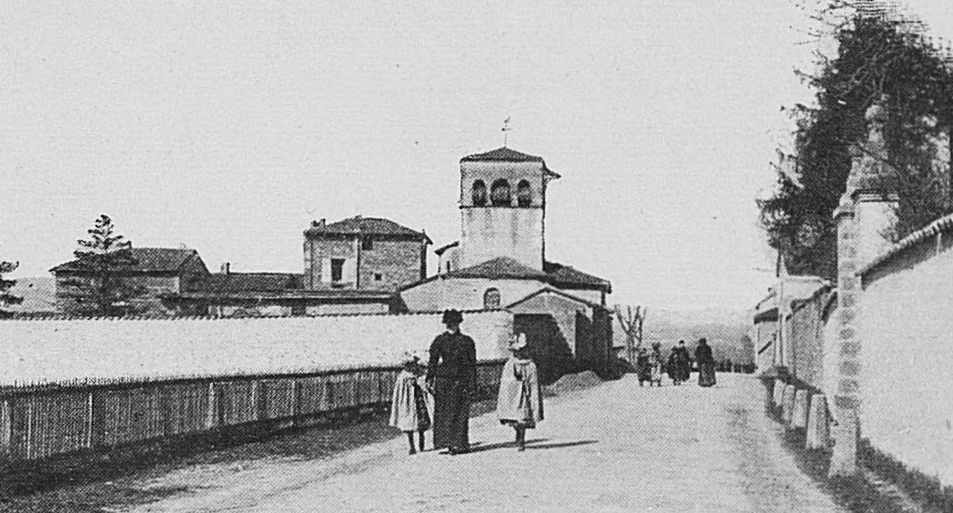
Le village au début du XXe siècle.

Un projet de fusion des communes d'Arnas, Gleizé, Limas et Villefranche-sur-Saône n'aboutit pas en 1971.

## Politique et administration

### Administration territoriale
La commune appartient au canton de Villefranche-sur-Saône, avant de rejoindre celui de Gleizé en 2001.

### Administration municipale
| Période                                  | Période                 | Identité                | Étiquette | Qualité |
| ---------------------------------------- | ----------------------- | ----------------------- | --------- | --- |
| 1972                                     | 9 novembre 2010 (décès) | Anne de Fleurieu        | DVD       | |
| 27 janvier 2011                          | En cours                | Michel Romanet-Chancrin | FED-UDI   | Responsable performance La Poste Vice-président de la CA Villefranche Beaujolais Saône (2014 → ) Maire par intérim du 9 novembre 2010 au 27 janvier 2011 |
| Les données manquantes sont à compléter. |                         |                         |           | |

### Intercommunalité
La commune fait partie de la communauté d'agglomération Villefranche-Beaujolais-Saône.

## Population et société

### Démographie
L'évolution du nombre d'habitants est connue à travers les recensements de la population effectués dans la commune depuis 1793. Pour les communes de moins de 10 000 habitants, une enquête de recensement portant sur toute la population est réalisée tous les cinq ans, les populations de référence des années intermédiaires étant quant à elles estimées par interpolation ou extrapolation. Pour la commune, le premier recensement exhaustif entrant dans le cadre du nouveau dispositif a été réalisé en 2007.

En 2022, la commune comptait 4 408 habitants, en évolution de +19,59 % par rapport à 2016 (Rhône : +3,93 %, France hors Mayotte : +2,11 %).
| 1793 | 1800 | 1806 | 1821 | 1831 | 1836 | 1841 | 1846 | 1851 |
| ---- | ---- | ---- | ---- | ---- | ---- | ---- | ---- | ---- |
| 498  | 572  | 518  | 648  | 694  | 730  | 769  | 775  | 828  |

| 1856 | 1861 | 1866 | 1872 | 1876 | 1881 | 1886 | 1891 | 1896 |
| ---- | ---- | ---- | ---- | ---- | ---- | ---- | ---- | ---- |
| 932  | 979  | 985  | 984  | 927  | 883  | 931  | 968  | 950  |

| 1901  | 1906  | 1911  | 1921 | 1926 | 1931  | 1936 | 1946  | 1954  |
| ----- | ----- | ----- | ---- | ---- | ----- | ---- | ----- | ----- |
| 1 031 | 1 079 | 1 036 | 984  | 965  | 1 048 | 997  | 1 112 | 1 249 |

| 1962  | 1968  | 1975  | 1982  | 1990  | 1999  | 2006  | 2007  | 2012  |
| ----- | ----- | ----- | ----- | ----- | ----- | ----- | ----- | ----- |
| 1 349 | 1 547 | 2 116 | 2 336 | 2 783 | 3 106 | 3 199 | 3 212 | 3 409 |

| 2017  | 2022  | - | - | - | - | - | - | - |
| ----- | ----- | - | - | - | - | - | - | - |
| 3 778 | 4 408 | - | - | - | - | - | - | - |

### Enseignement
Arnas dispose d'une école maternelle publique et d'une école primaire publique.

### Santé
Arnas dispose d'un cabinet médical et d'un cabinet dentaire. La Polyclinique du Beaujolais est aussi implantée sur la commune.

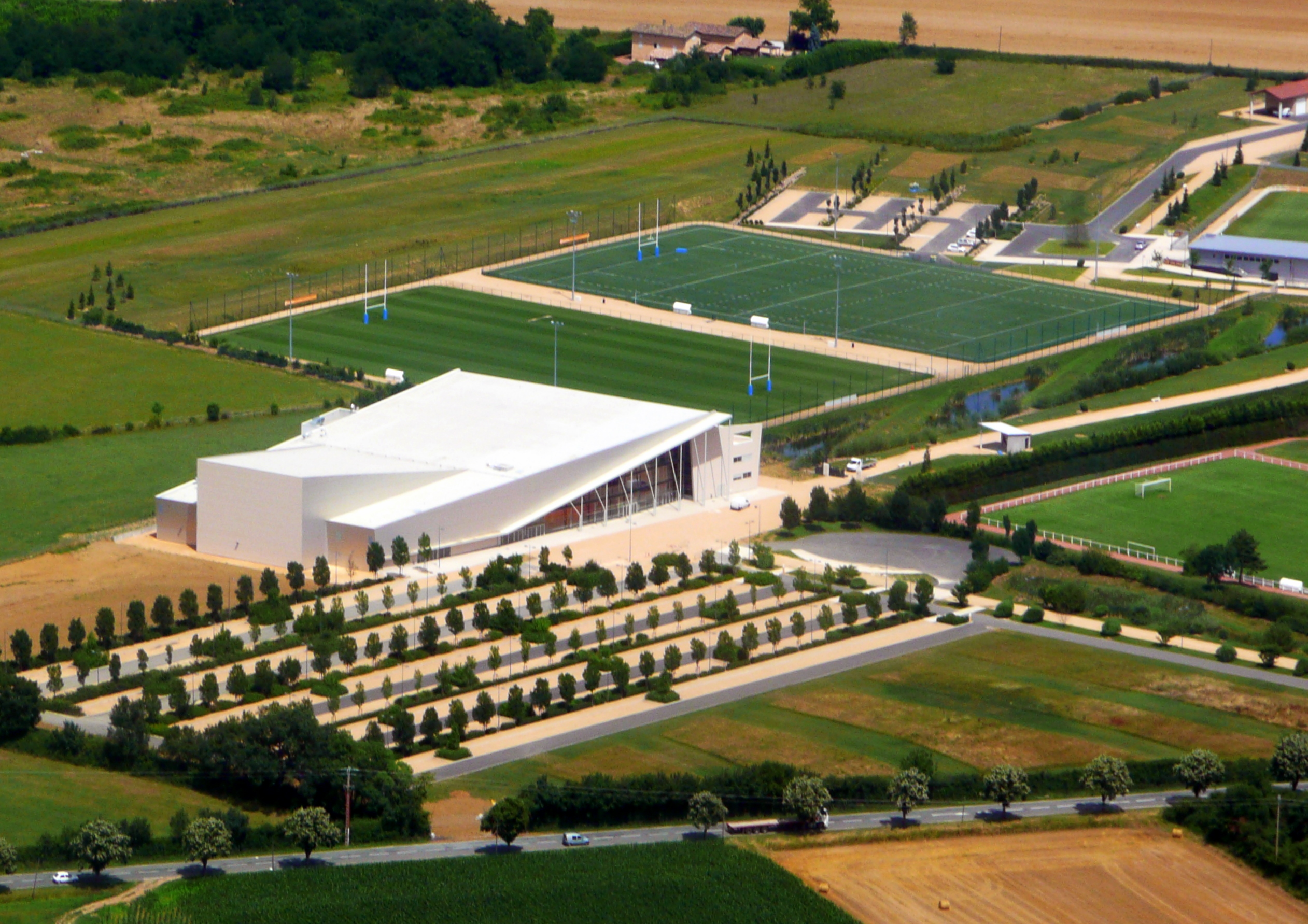
Palais omnisports.

En 2009, le projet de l'Escale aboutit. Un palais des sports et de nombreux stades de rugby (aussi utilisés par l'AS Arnas pour leur tournoi international) sortent de terre. Ces stades furent utilisés par l'équipe de rugby de Géorgie comme stades d'entrainement pour la coupe du monde 2007 se déroulant en France.
La commune comprend, outre l'équipement de la Communauté d'agglomération, des courts de tennis, des terrains de football ainsi qu'un boulodrome.

### Environnement
- Polyclinique du Beaujolais
- Bords de Saône
- Bois de Laye
- La mairie

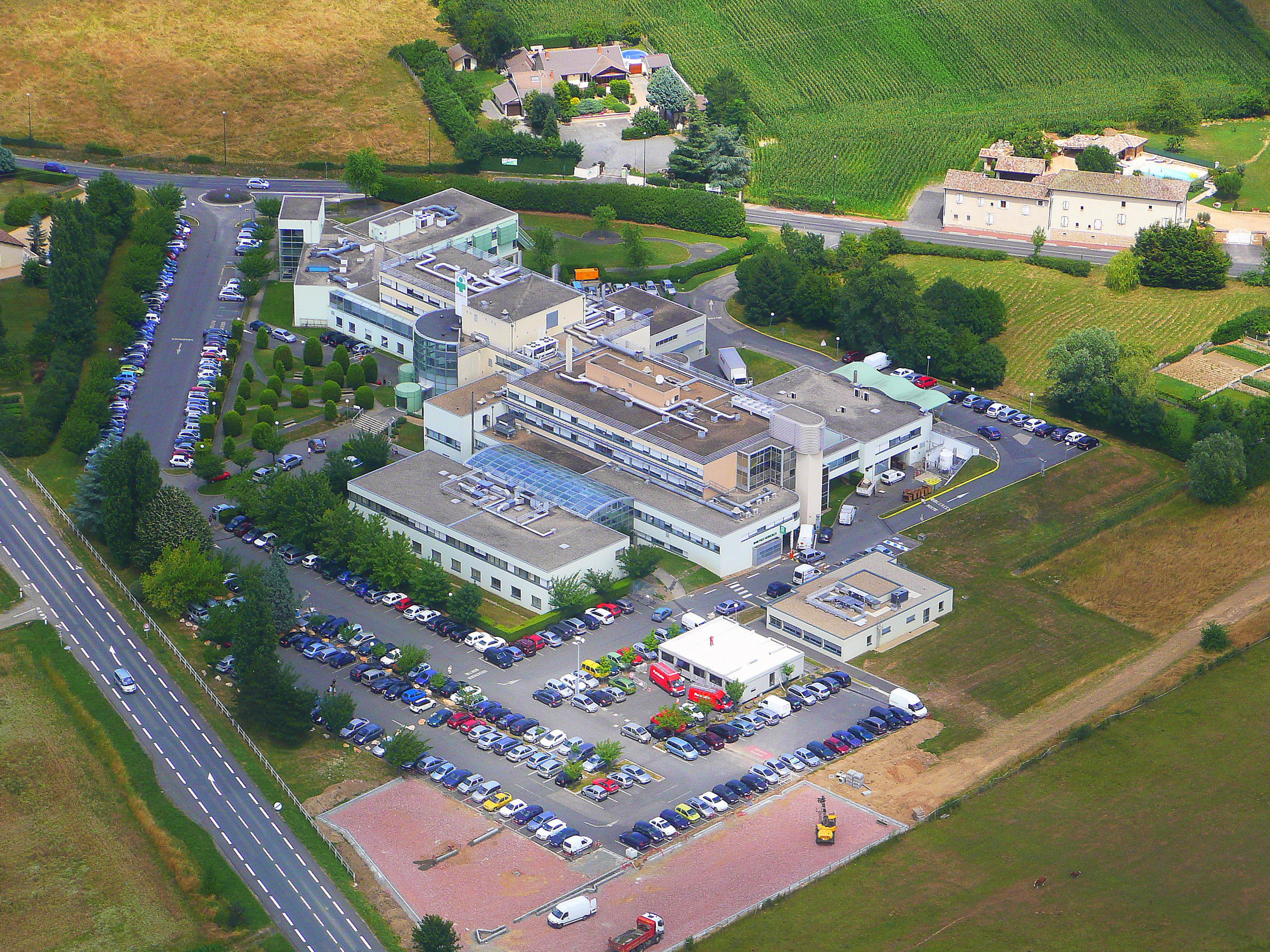
Polyclinique.

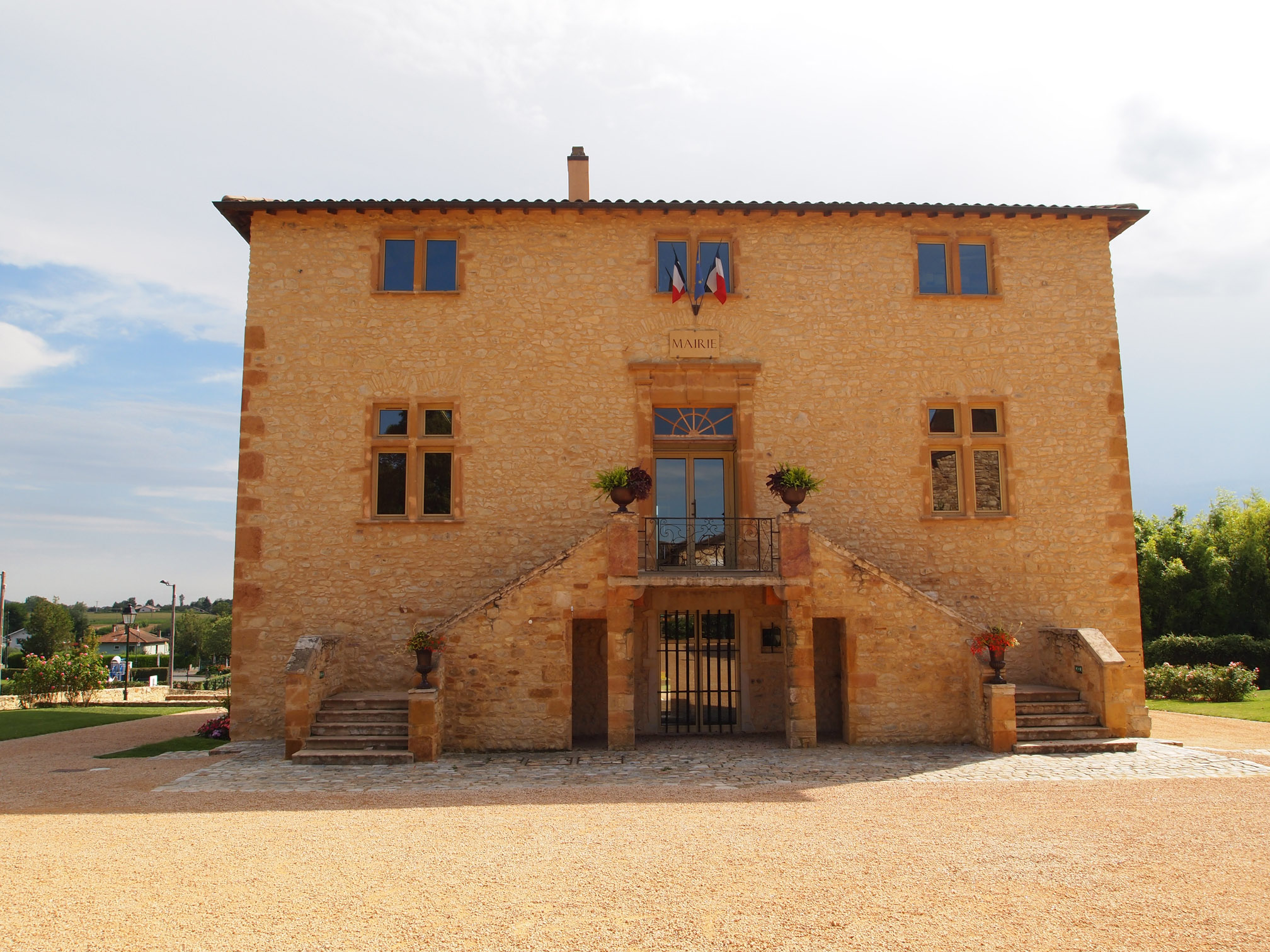
La mairie.

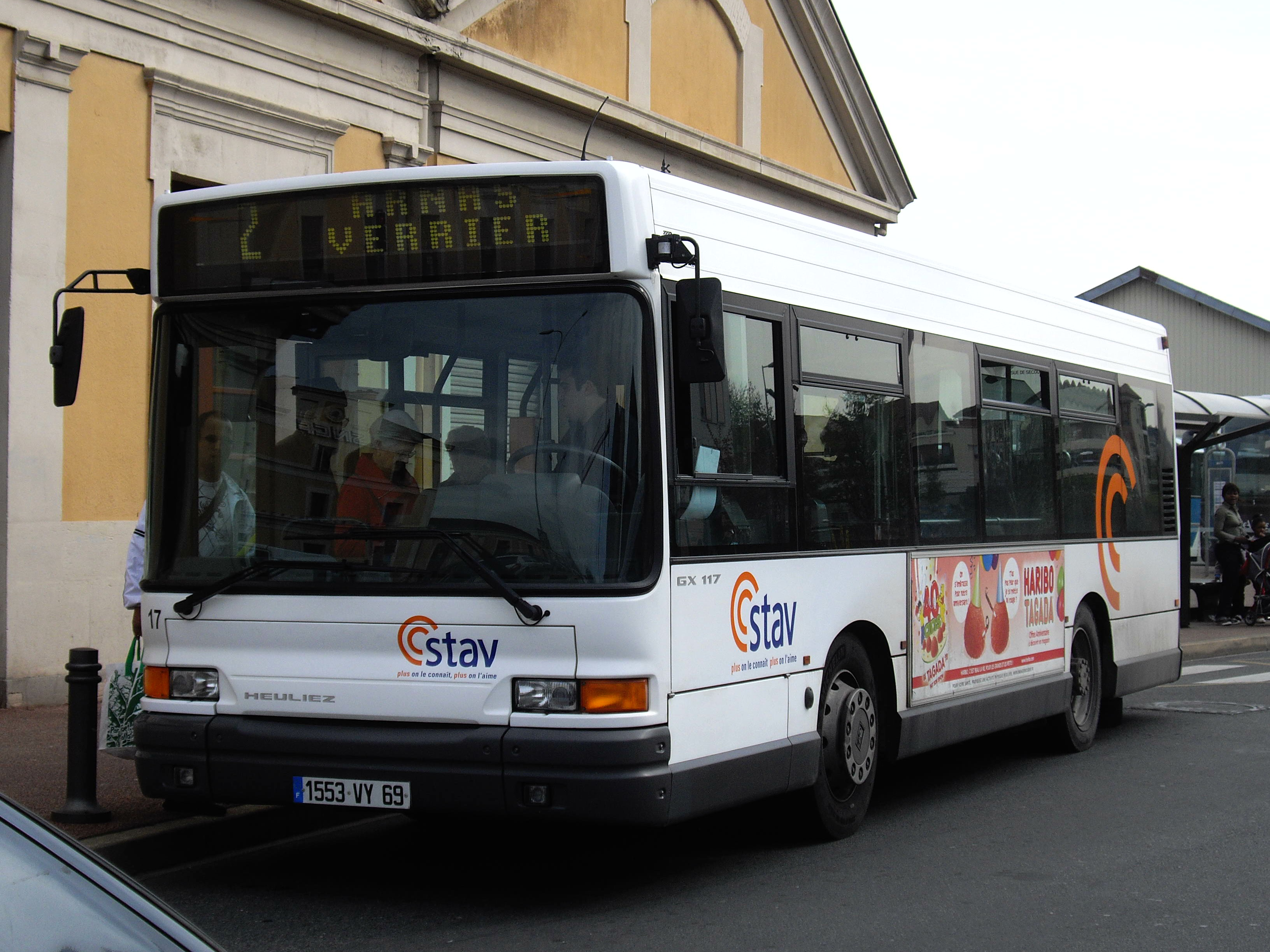
La ligne 2 du réseau Libellule dessert Arnas.

La Communauté d'agglomération de Villefranche-sur-Saône a implanté à Arnas le complexe sportif l'Escale comprenant un palais des sports et un complexe rugbystique.

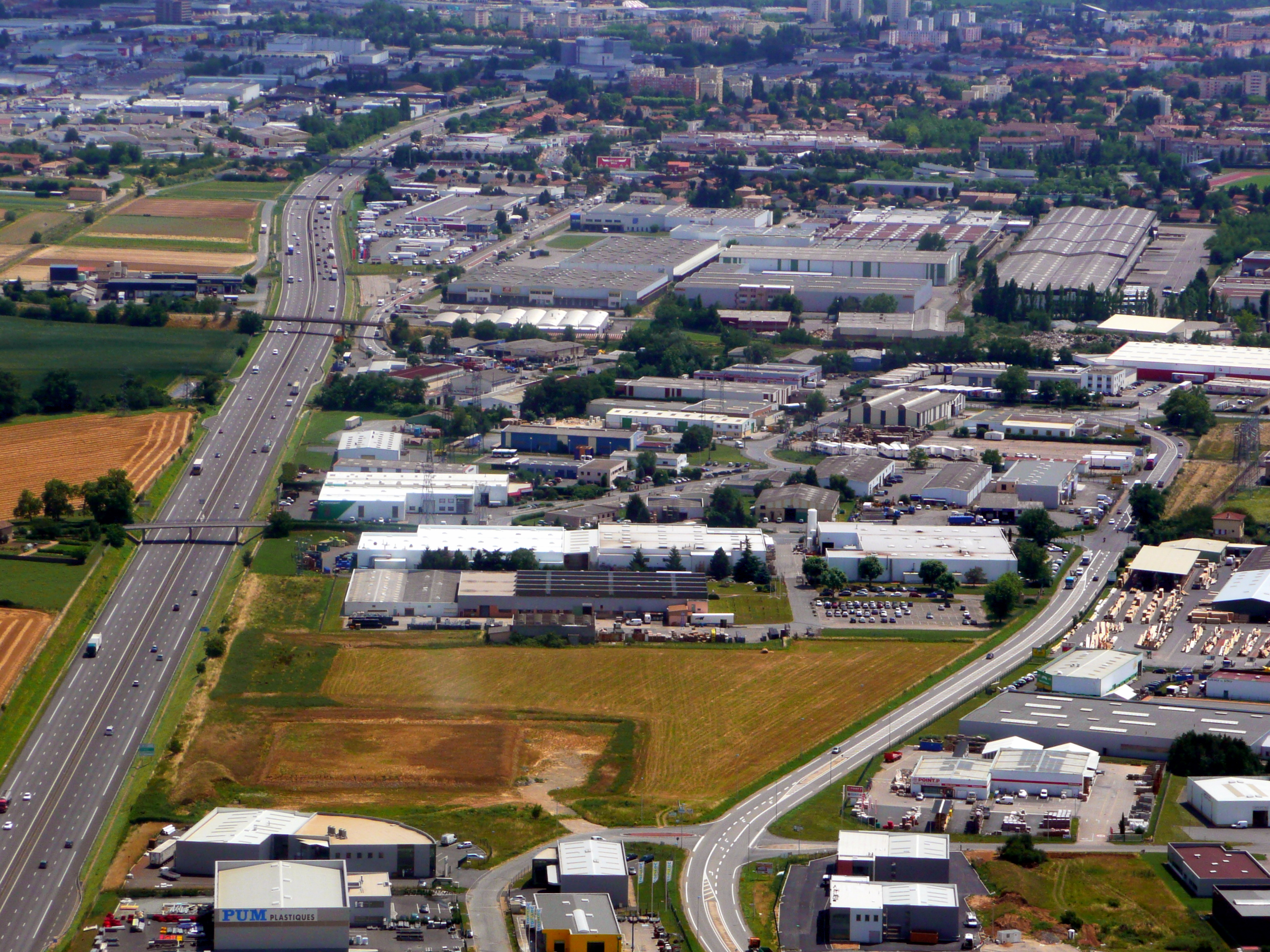
Zone industrielle.

Arnas possède de nombreuses industries de par sa grande zone industrielle dont l'essor est dû en partie à la superficie de la zone et à sa proximité avec Villefranche-sur-Saône.
En 2006, le groupe suédois Ikea annonce son intention d'ouvrir un second magasin dans le département du Rhône. Le secteur de l'Epi sur la commune d'Arnas est retenu. À cet emplacement, la Communauté de l'Agglomération de Villefranche souhaite y développer une zone commerciale avec des enseignes comme la Fnac ou Décathlon. Néanmoins, en 2009, le projet est déplacé sur le secteur de l'Ave Maria.

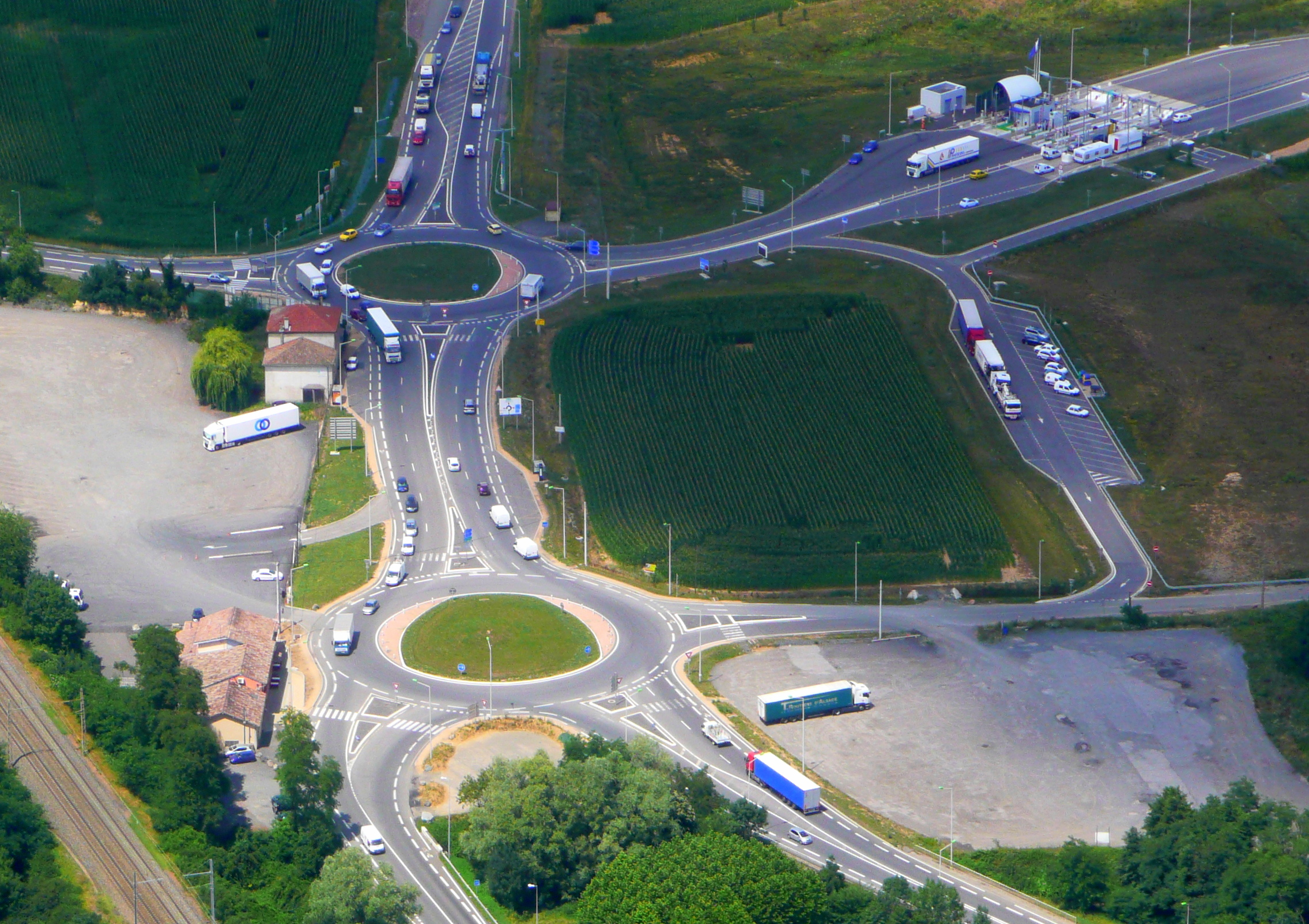
Diffuseur Nord de Villefranche.

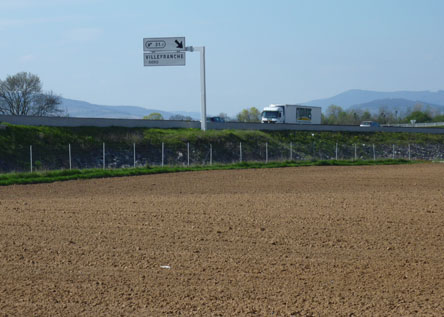
La sortie d'autoroute A6 31.1 (Villefranche-Nord) à Arnas.

Grâce à sa sortie d'autoroute (Villefranche Nord - Arnas/31.1) c'est l'une des entrées principales du Beaujolais.

## Culture et patrimoine

### Lieux et monuments
- Église style gothique, qui comprend notamment un vitrail patriotique du début des années 1920.
- Château de Laye, le parc est classé "Jardin remarquable" de France.

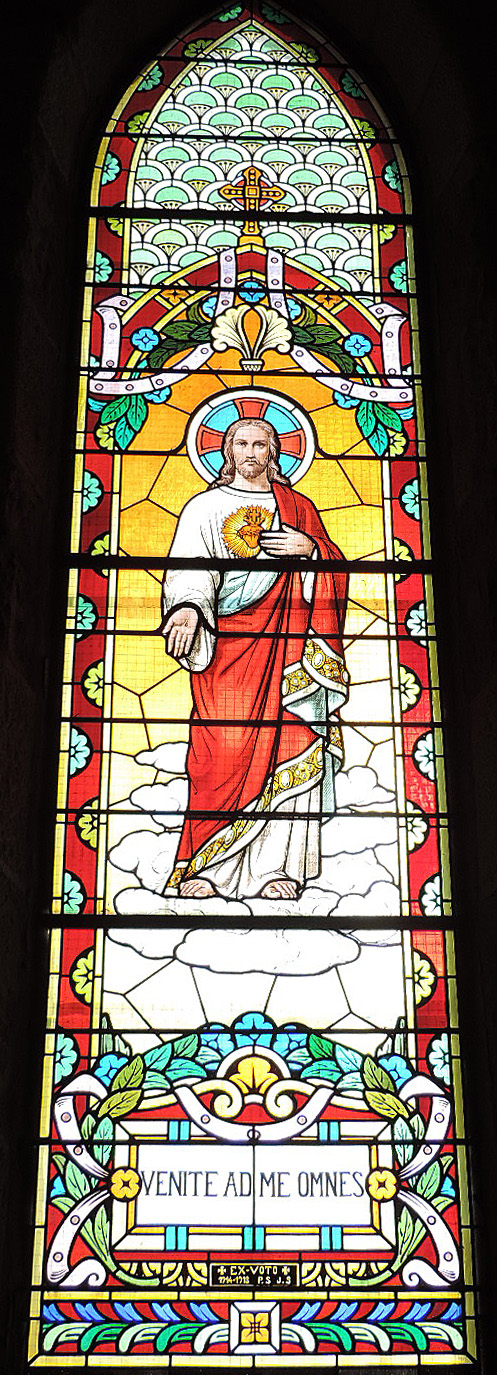
Vitrail patriotique de l'église Saint-Saturnin.

- Château de Longsard

### Espaces verts et fleurissement
En 2014, la commune obtient le niveau « une fleur » au concours des villes et villages fleuris.

## Transports en commun
La commune est desservie par le réseau Libellule via la ligne 2 qui la relie à Villefranche-sur-Saône. Des services de transport à la demande complètent la desserte.
De plus, les lignes 118 et 236 du réseau départemental Les cars du Rhône desservent aussi la commune.

## Manifestations
En février a lieu la traditionnelle fête des conscrits avec en point d'orgue la vague (le 2e dimanche).
En juin se tient la brocante d'Arnas, puis vient le tournoi de sixte des classes en 9 en juillet.
Chaque année en septembre est organisé le Paradis et Artisanat, fête célébrant les métiers d'autrefois, la gastronomie, et le beaujolais. 
L'année s'achève avec le réveillon de la Saint Sylvestre à la salle polyvalente d'Arnas.

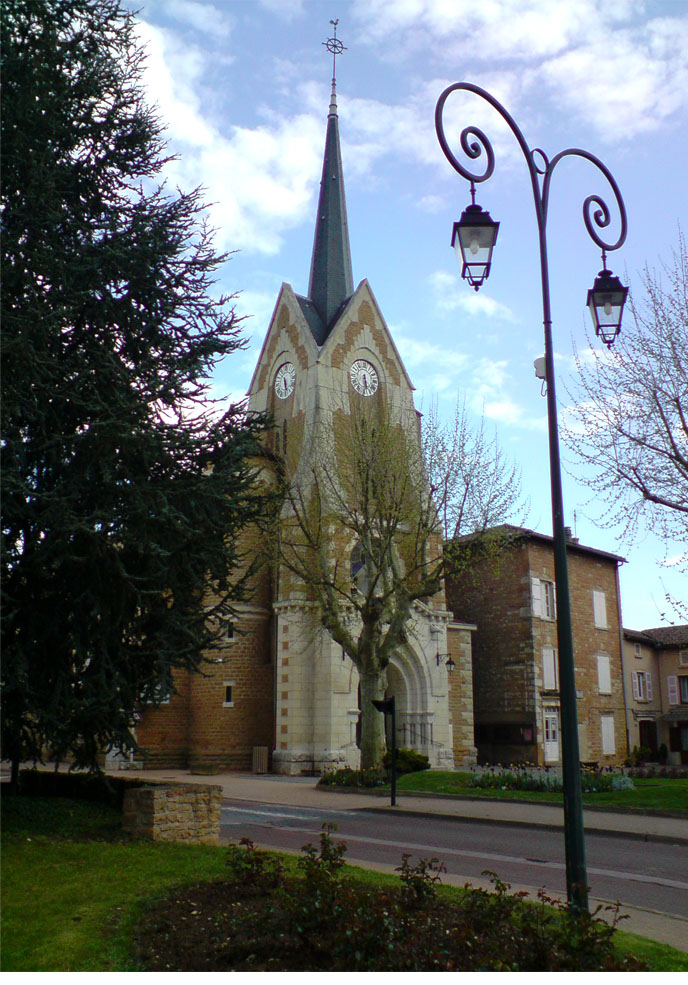
L'église.

## Personnalités liées à la commune
- Claude Perroud, né le 28 janvier 1839 à Arnas et décédé en 1919, chercheur universitaire.
- Michel Gandoger, né le 10 mai 1850 à Arnas et décédé le 4 octobre 1926, botaniste de renommée internationale.
- Jean Chaffanjon, né le 7 septembre 1854 à Arnas et décédé le 7 décembre 1913, explorateur du bassin de l'Orénoque et de l'Asie centrale.
- Robin Bourlet, né le 23 avril 2004 à Arnas, réalisateur français.